# Двадесет и осма пехотна дивизия
Двадесет и осма пехотна дивизия е българска военна част, формирана и действала по време на Втората световна война (1941 – 1945).

## Формиране
Двадесет и осма пехотна дивизия е формирана 22 ноември 1943 г. в Гюмюрджина в състава на 2-ри корпус, като в състава ѝ влизат 10-и пехотен родопски полк, 58-и пехотен гюмюрджински полк и 10-и артилерийски полк. Според Ташо Ташев в състава влиза и 6-и конен полк, а вместо 10-и артилерийски полк е указан сборен артилерийски полк.
На 22 ноември 1943 г. за командир на дивизията е назначен полковник Михаил Беджев, след него командването поема полковник Станимир Гърнев, и двамата произведени в генералски чин на 6 май 1944. Генерал-майор Беджев е уволнен на 13 септември 1944 година, а Гърнев на следващия ден. През октомври 1944 г. щабът на дивизията се връща в Стара Загора.
Дивизията е разформирована на 7 октомври 1944 година. Според други източници е разформирана на 26 октомври.

## Началници
- Полковник (ген.м-р от 06.05.1944 г.) Михаил Беджев[4] (22 ноември 1943 – 13 септември 1944)
- Генерал-майор Станимир Гърнев (13 септември 1944 – 14 септември 1944)
- Генерал-майор Тодор Кръстев (14 септември 1944 – 15 октомври 1944)